# Karel Gott

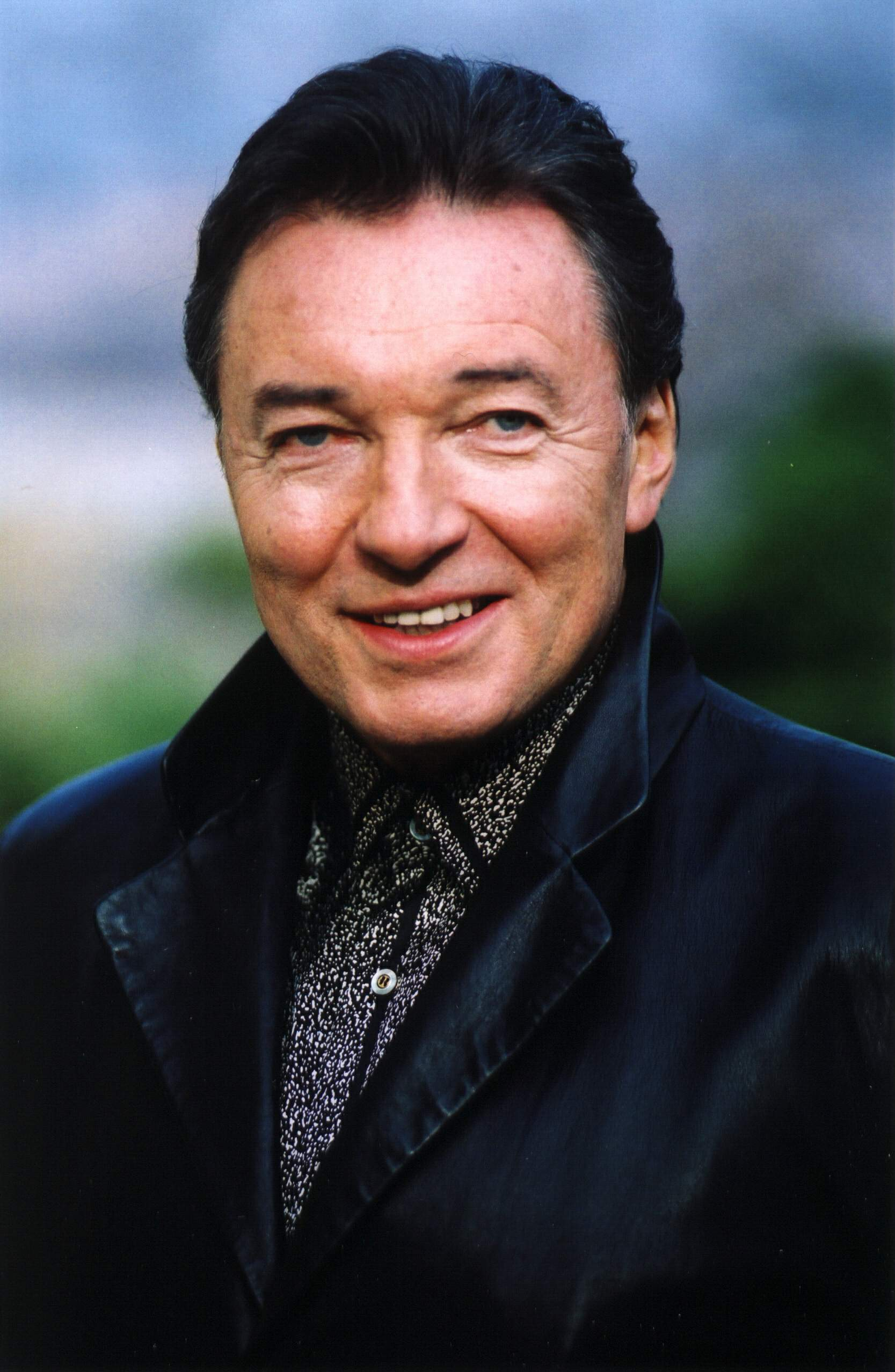
Karel Gott în 2002

Karel Gott (n. 14 iulie 1939, Plzeň, Protectoratul Boemiei și Moraviei – d. 1 octombrie 2019, Smíchov⁠(d), Prague 5⁠(d), Cehia) a fost un cântăreț și compozitor ceh. „Vocea de aur de la Praga”, care a cântat, de asemenea, în limba germană, se estimează că a vândut mai mult de 30.000.000 de înregistrări.

## Filmografie selectivă
- 1964 Joe Limonadă (Limonádový Joe aneb Konská opera), regia Oldrich Lipský : voce cântată
- 1975 Romanță pentru o coroană (Romance za korunu), regia Zbynek Brynych
- 1975 Albinuța Maya (Die Biene Maja / みつばちマーヤの冒険, Mitsubachi Māya no Bōken), serial : voce cântată
- 2010 Zeiten ändern dich, regia Uli Edel
- 2018 Das Geheimnis des zweiköpfigen Drachen (Když draka bolí hlava / Keď Draka Bolí Hlava), regia Dušan Rapoš